# 片山雅彦
片山 雅彦（かたやま まさひこ、1982年4月7日 - ）は、埼玉県出身の俳優。
趣味は映画鑑賞、ドライブ。所属事務所は宝映テレビプロダクション。

## 来歴
- 『3年B組金八先生』の日野敬太役で知名度を上げ、その後も『真珠夫人』等の人気番組に出演。
- 同じ事務所に所属していた水野めぐみとは幼馴染である。

## 出演

### テレビドラマ
- 3年B組金八先生（TBS） - 日野敬太 役
  - 第5シリーズ（1999年〜2000年）
  - スペシャル10「お前死んだらオレ泣くぞ・3B1年ぶり大集合」（2001年）
  - 第6シリーズ（2001年〜2002年）
  - 第7シリーズ第5話「踊れ魂のソーラン」（2004年）
  - 3年B組金八先生ファイナル〜「最後の贈る言葉」（2011年）
- 天国のKiss（1999年、テレビ朝日）
- はみだし刑事情熱系5（2000年、テレビ朝日）
- 明智小五郎対怪人二十面相（2002年、TBS）
- 真珠夫人（2002年、東海テレビ）
- 新・愛の嵐（2002年、東海テレビ）
- ウルトラシリーズ（CBC）
  - ウルトラマンネクサス 第19話「要撃戦 -クロスフェーズ・トラップ-」・第20話「追撃 -クロムチェスターδ-」（2005年） - 潤平 役
  - ウルトラマンマックス 第29話「怪獣は何故現れるのか」（2006年） - 西郷保彦（俳優時代） 役
  - ウルトラマンメビウス 第45話「デスレムのたくらみ」（2007年） - 若者 役

### CM
- ファンタオレンジ
- 小林製薬「びふナイトパッチ」
- カレーハウスCoco壱番屋

### 舞台
- 以蔵のいちばん長い日
- トウキョウラヂヲ

| スタブアイコン | サブスタブ | この項目は、まだ閲覧者の調べものの参照としては役立たない、俳優（男優・女優）に関連した書きかけの項目です。この項目を加筆・訂正などしてくださる協力者を求めています（P:映画/PJ芸能人）。 |